# Gunnar Taucher
Pour les articles homonymes, voir Taucher.
Jarl Gunnar Taucher  (né le 2 mai 1886 à Vaasa et mort le 15 mars 1941 à Helsinki) est un architecte finlandais,.

## Biographie
De 1904 à 1908,  Gunnar Taucher étudie l'architecture à l'Université de technologie d'Helsinki.
Parmi ses premières œuvres, conçues avec les collègues Gösta Kajanus et Rafael Blomstedt dans les années 1910, figuraient de modestes maisons ouvrières à Kulosaari.
En 1913, Gunnar Taucher commence sa carrière en travaillant pour la ville d’Helsinki.
En 1923, il est nommé architecte de la ville.
À ses débuts, Gunnar Taucher conçoit des ouvrages de style du classicisme nordique puis son style évoluera vers le  fonctionnalisme.

## Galerie d'ouvrages
Parmi les nombreux ouvrages de Gunnar Taucher,:

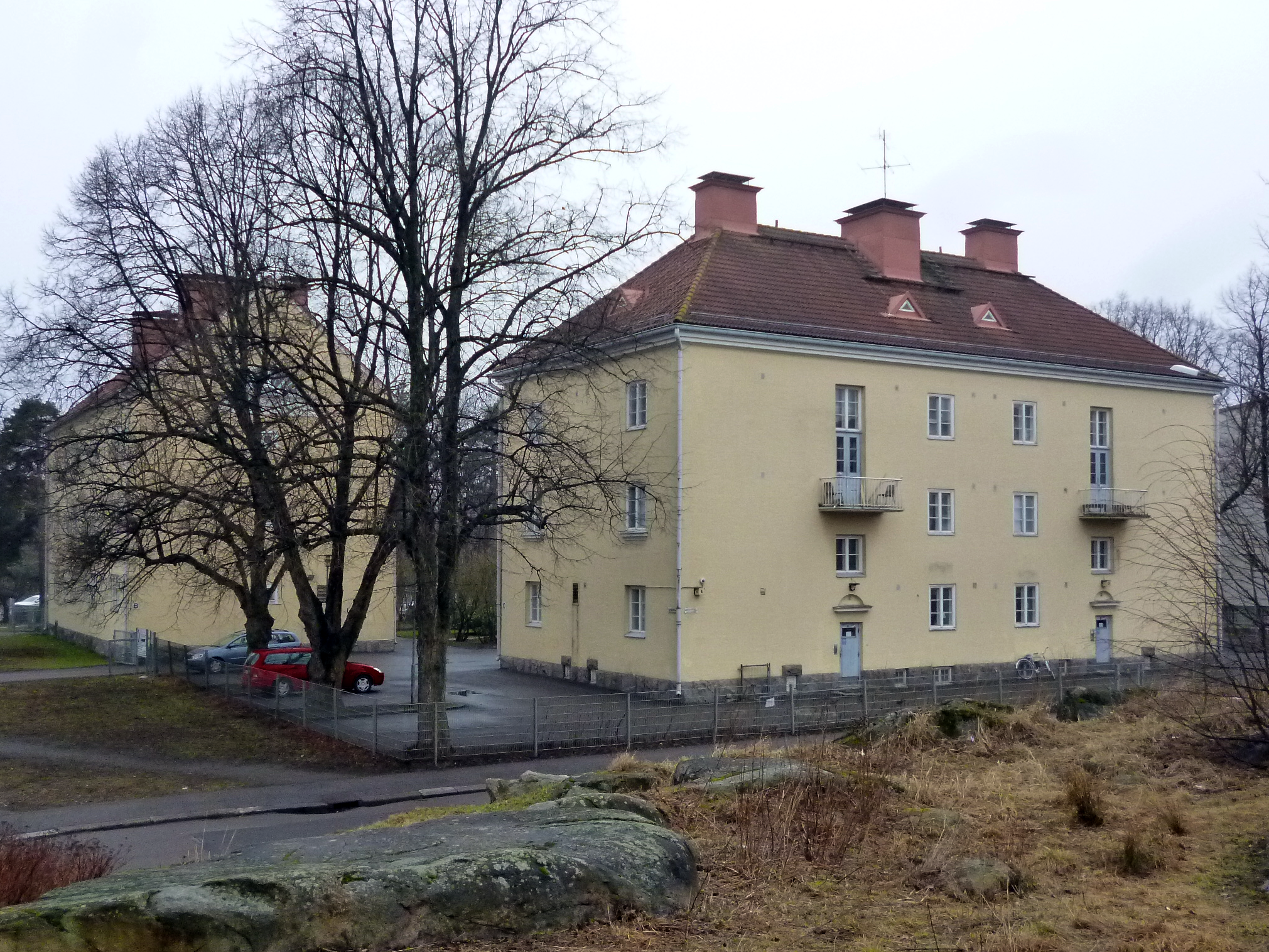
Sanatorium, Loviisankatu, Helsinki (1924–31)
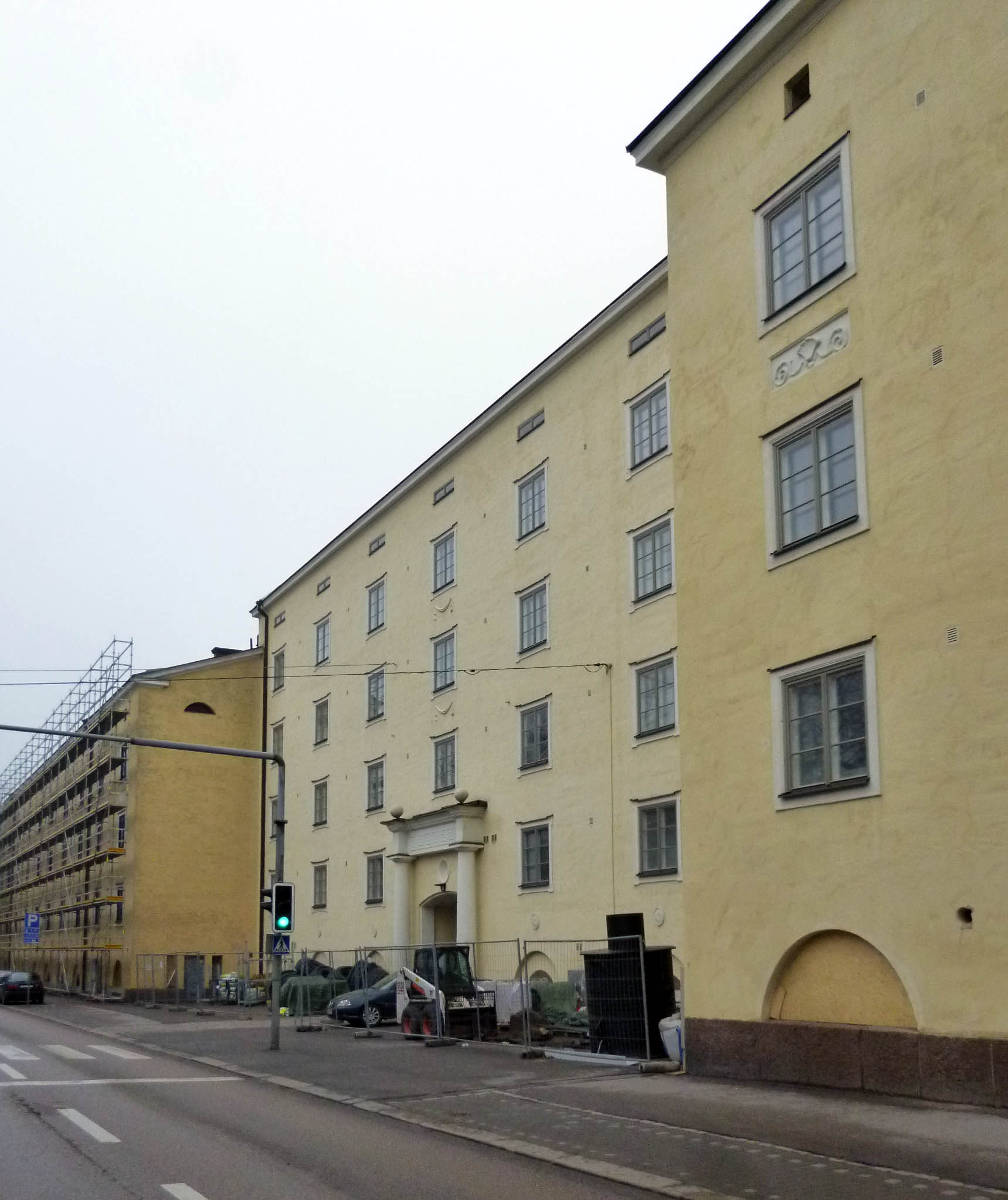
Logements ouvriers, Mäkelänkatu 37–43, Helsinki (1925–26)
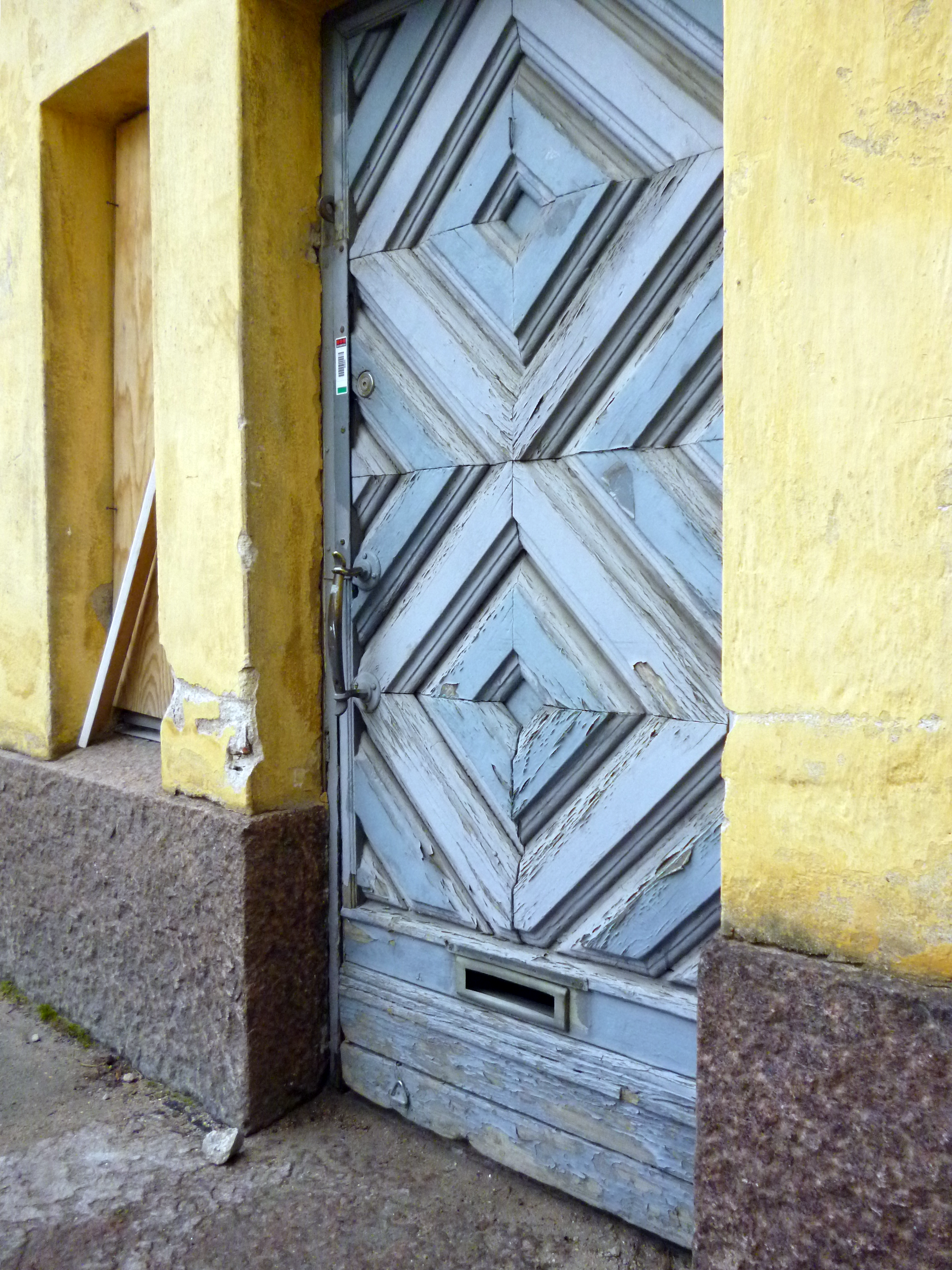
Portail, Mäkelänkatu 37–43, Helsinki (1925–26)
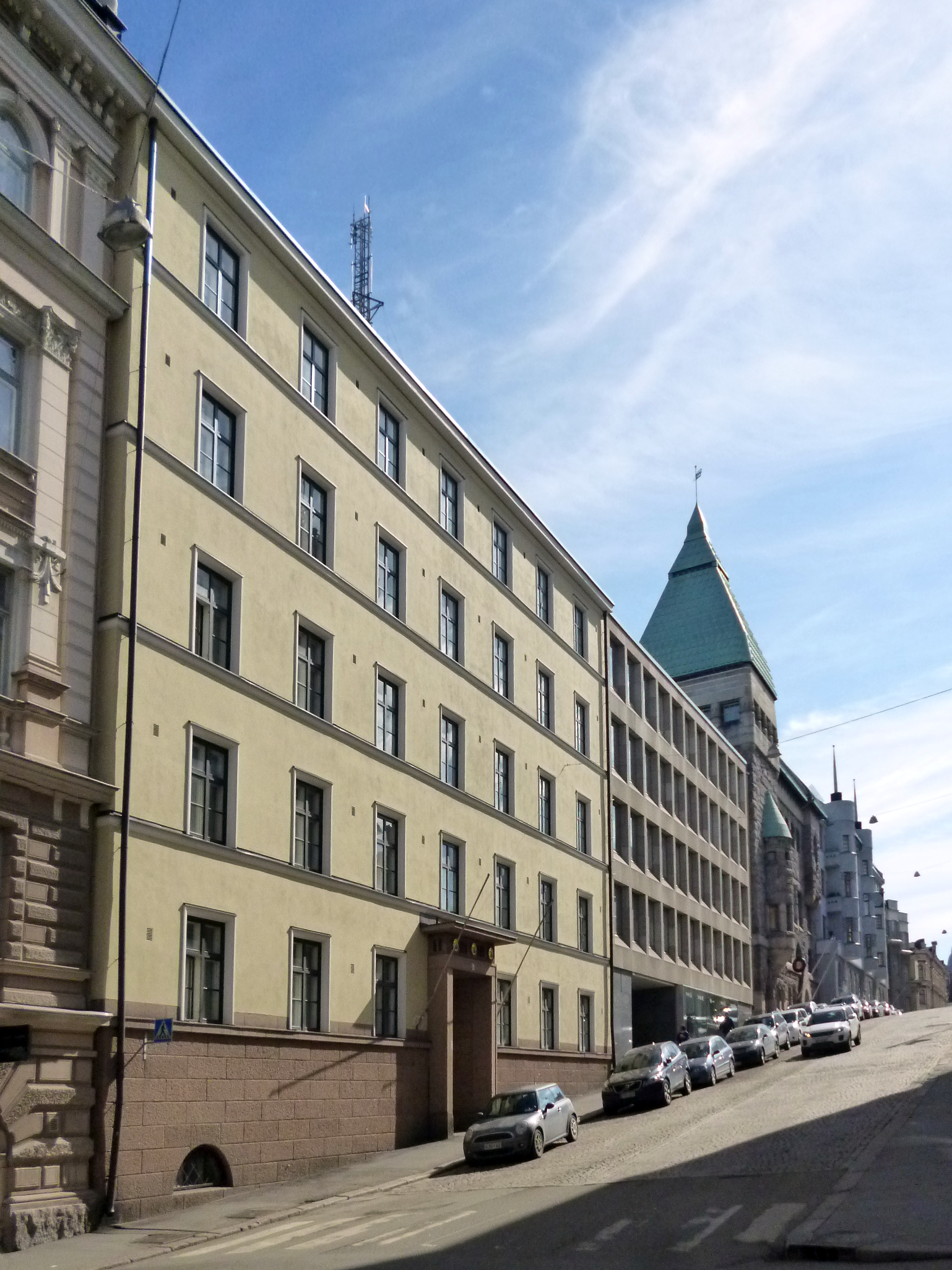
Korkeavuorenkatu 39, Helsinki (1929)

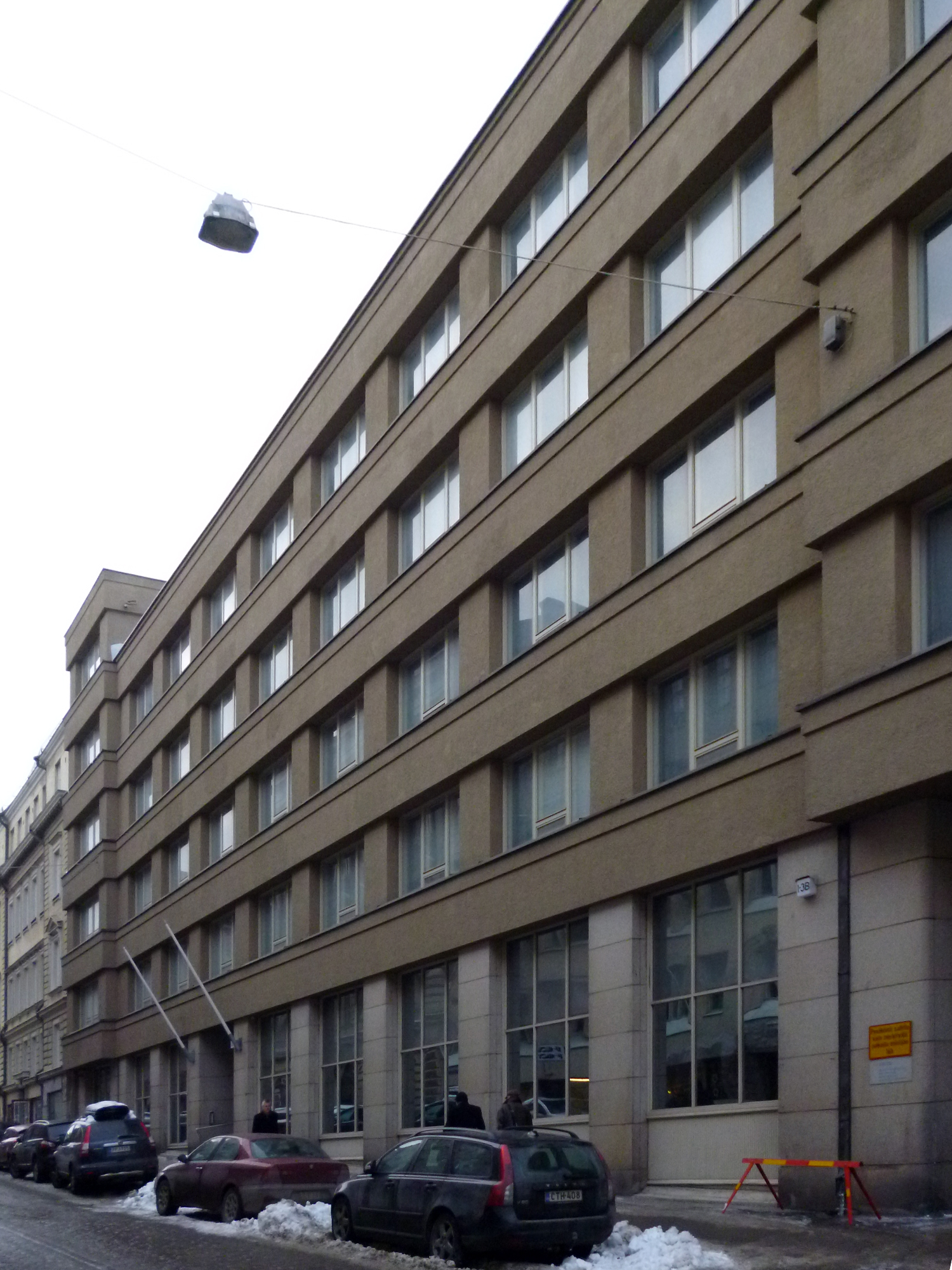
Pieni Roobertinkatu 1–3, Helsinki (1929)
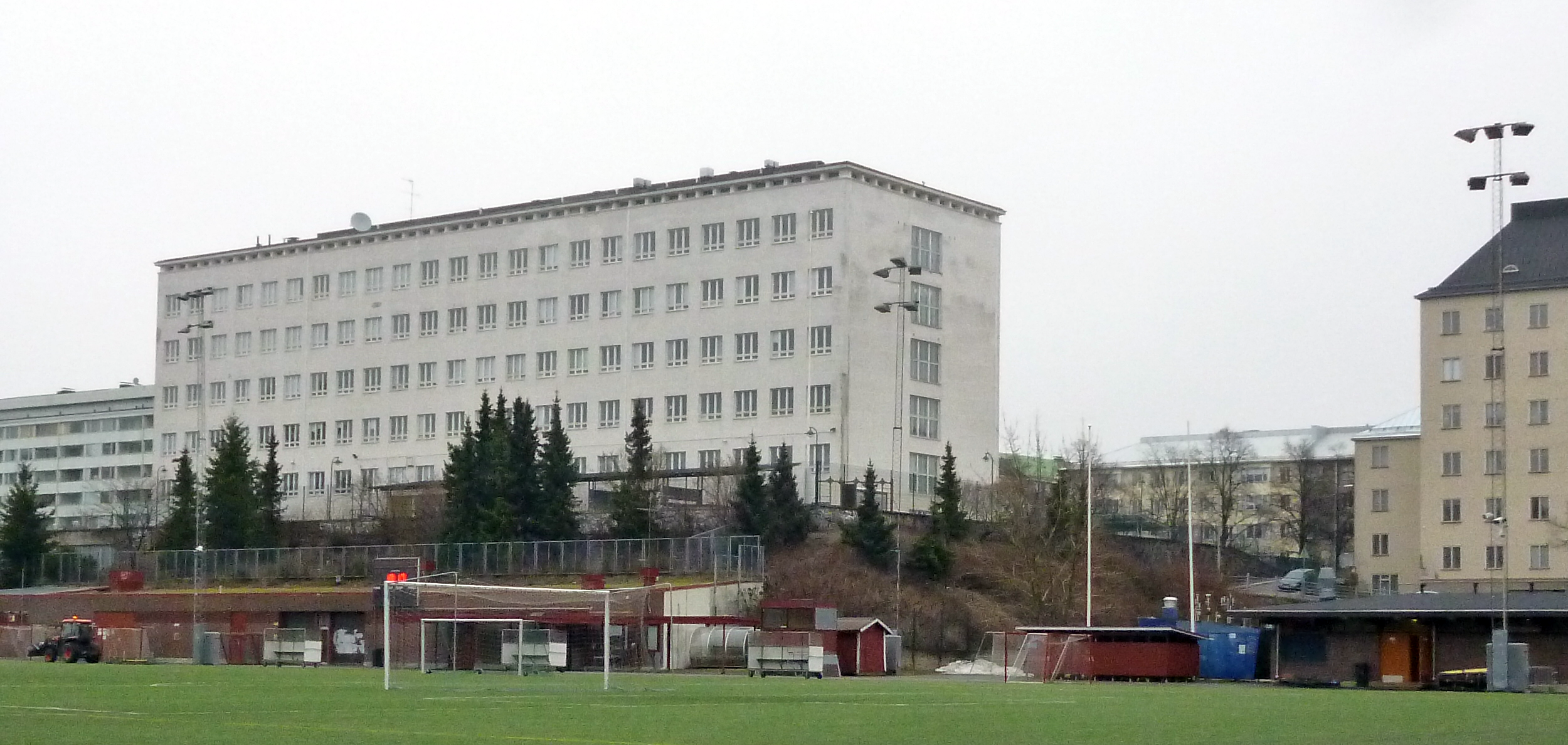
École Aleksis Kivi, Helsinki (1934)
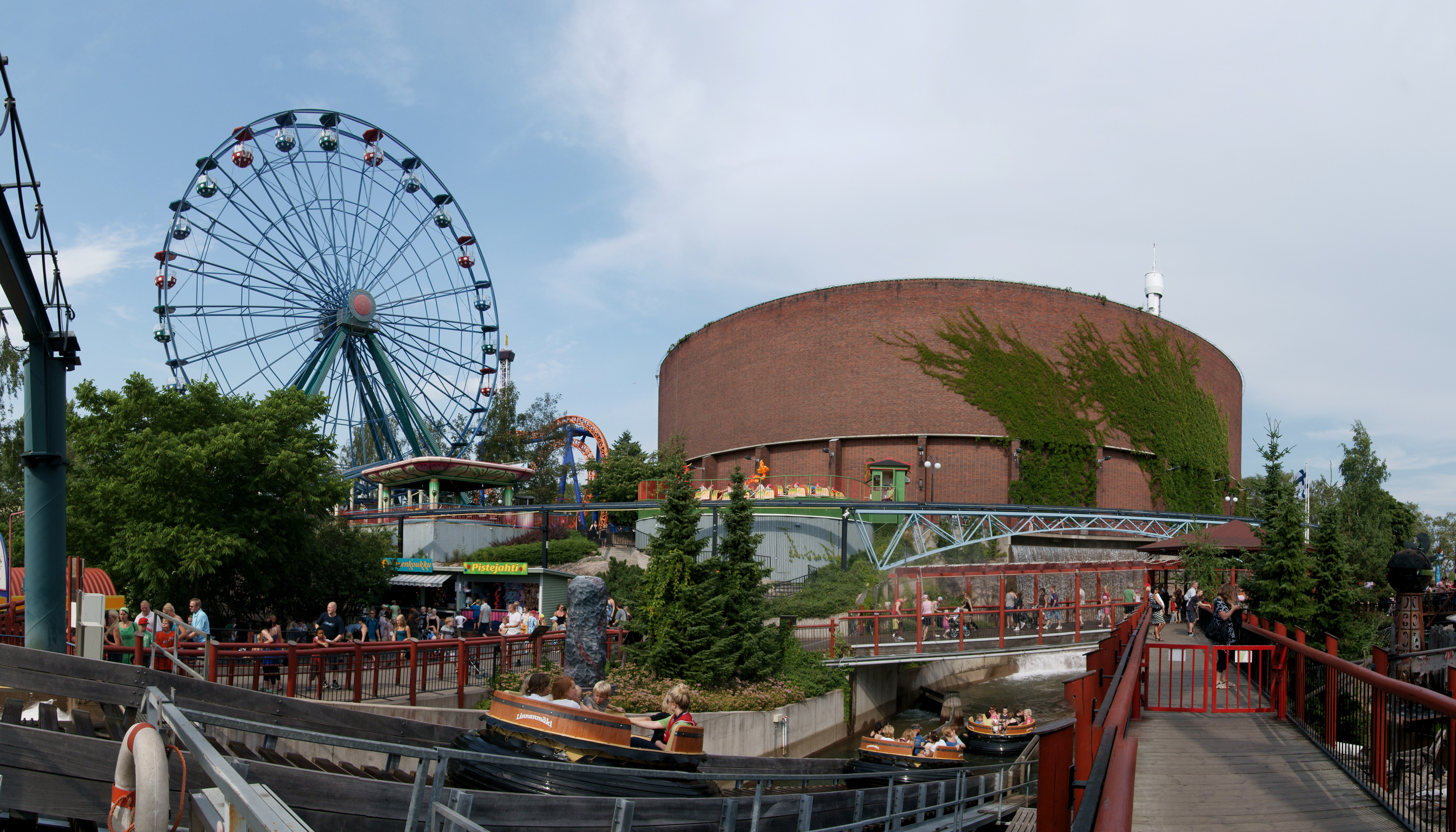
Château d'eau d'Alppila, Helsinki (1938)
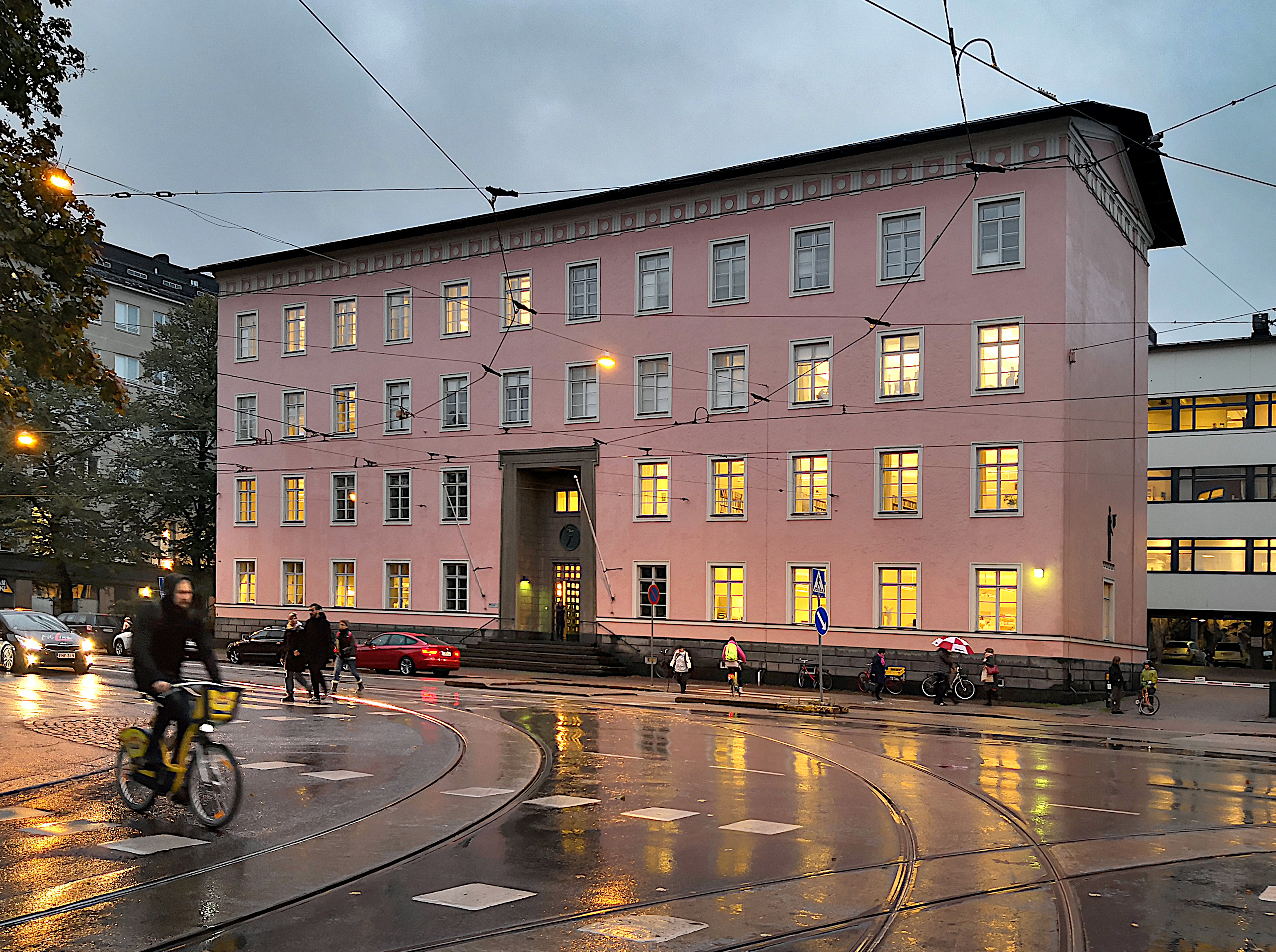
Centre d'éducation des adultes, Helsinki (1927)

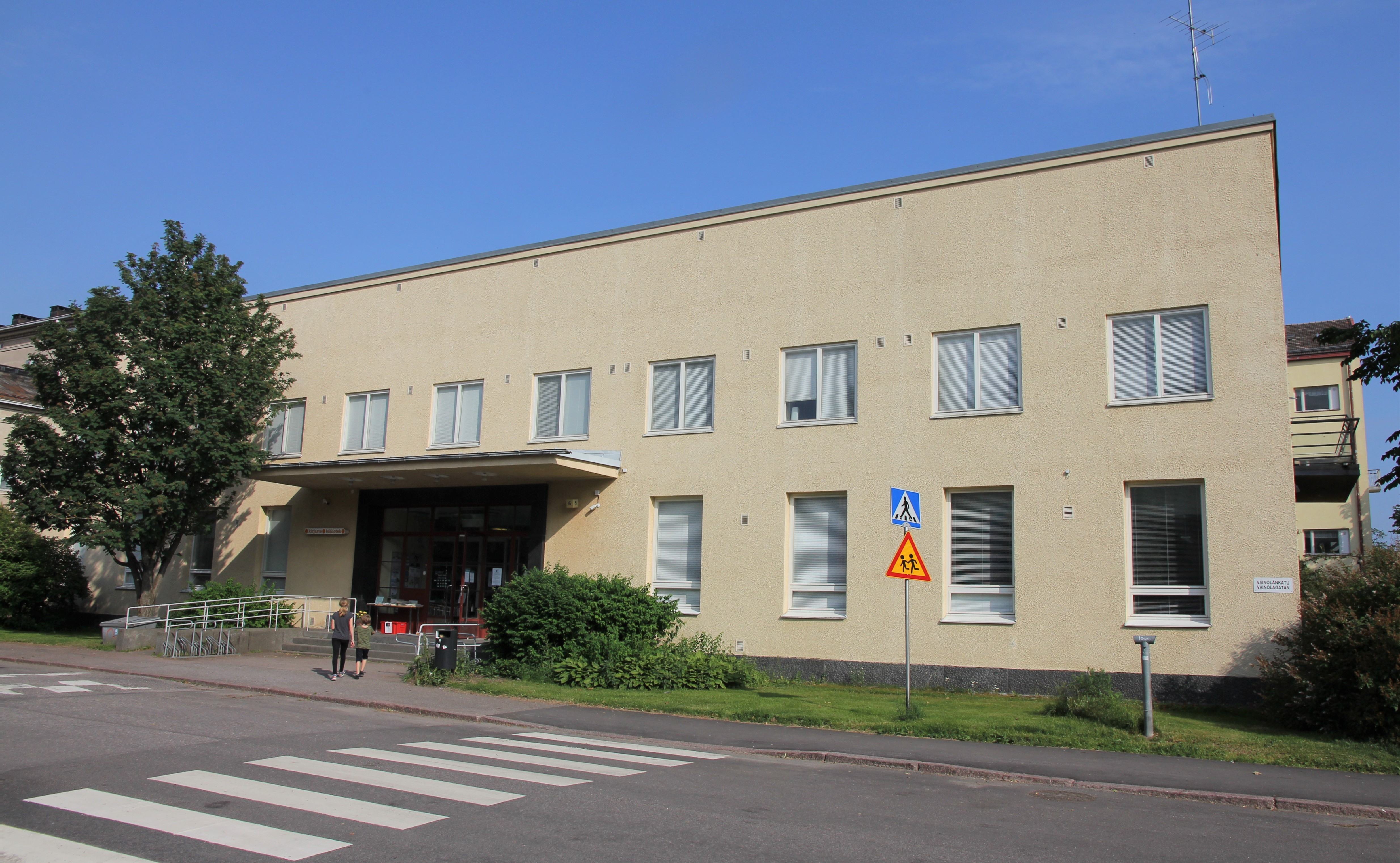
Bibliothèque de Käpylä